# Albführen
Albführen ist ein Weiler in der Gemeinde Dettighofen im Klettgau im Kreis Waldshut und Sitz des gleichnamigen Hofguts und Gestüts mit Gastronomie und Hotel auf ca. 590 Meter Höhe.

## Lage
Zwischen dem Rossberg, einem Ausläufer des Südranden, und dem Eichberg, einem Berg des Kleinen Randen, getrennt durch das Wangental von der Schweiz, liegt oberhalb von Weisweil (Gemeinde Klettgau) im Westen und von Dettighofen im Süden auf einem flachen Plateau das Hofgut Albführen. Albführen liegt ca. 590 m hoch – der Napberg sogar 641 m über NN.
Bis 1936 war Albführen Teil der Gemeinde Weisweil.

## Geschichte
Nach der Überlieferung wird der Name Alphiren in einer Schenkung Ludwig des Deutschen an das Kloster Rheinau erstmals genannt. 1531 erscheint Andreas Metzger als Träger des Erblehens, und 1580 saßen Veit und Thomas Metzger auf dem Hof. Im Jahr 1635 verkauften die Junker Peyer und Oschwald von Schaffhausen den Hof Albführen für 4800 Gulden an Abt Eberhard von Bernhausen (1613–1642), vielleicht wegen der Bedrängnisse im Schwedenkrieg. Abt Gerold II. Zurlauben (1697–1735) verkaufte den Hof 1714 an Klaus Meyer von Grießen. Danach wechselte der Hof noch oftmals den Besitzer.
1917 übernahm die Firma Maggi zusammen mit drei weiteren Nachbarhöfen den Betrieb, und baute ihn zu einem Gutsbetrieb aus.
1936 wurde er von den Verwaltern zu einem Musterbetrieb in der Milchviehhaltung weiterentwickelt. 1968 kam es unter dem Verwalter Hans-Dieter Krystek zu einer Neustrukturierung auf Milchvieh-, Pferde- und Schweinezucht. Albführen machte sich nun einen Namen mit der Pferdezucht und als Pferdepension und stellte viele Jahre die Spitzenkuh in der Milchleistung des Landes Baden-Württemberg. Derzeit bewirtschaftet Albführen ca. 90 ha Forst, 40 ha Ackerland und knapp 100 ha Wiesen und Mähweiden sowie ca. 20 ha Wege, Hoffläche und Teiche. Im Wald sind Sika heimisch geworden.

## Gestüt
Es finden jährlich nationale und internationale Reitturniere statt. Bekannt ist der Große Preis von Albführen innerhalb des CSI*** mit einer Dotierung von 75.000 EUR. Als Begleitprogramm finden Konzerte und Show-Acts statt.
Seit 2014 arbeitet das Hofgut Albführen mit dem Olympiasieger Steve Guerdat zusammen. Mit „Albführens Paille de la Roque“ gewann das Hofgut das FEI-Weltcup-Finale der Springreiter in Las Vegas. Albführen ist ebenfalls Bronzemedaillengewinner bei den Weltmeisterschaften 2021 mit „Albführens Bianca“ und Mannschafts-Europameister 2021 mit „Albführens Maddox“, sogar Weltmeister im Voltigieren 2022 mit „Albführens Saitiri“. Derzeit sind 50 eigene und etwa 100 Pensionspferde auf dem Hofgut beheimatet.

## Gastronomie und Hotel
Das Restaurant bietet eine gehobene Küche mit regionalen Facetten und ist in einem ehemaligen Pferdestall untergebracht. Auch Hochzeiten und Seminare werden auf Albführen durchgeführt.